# Veřejné osvětlení

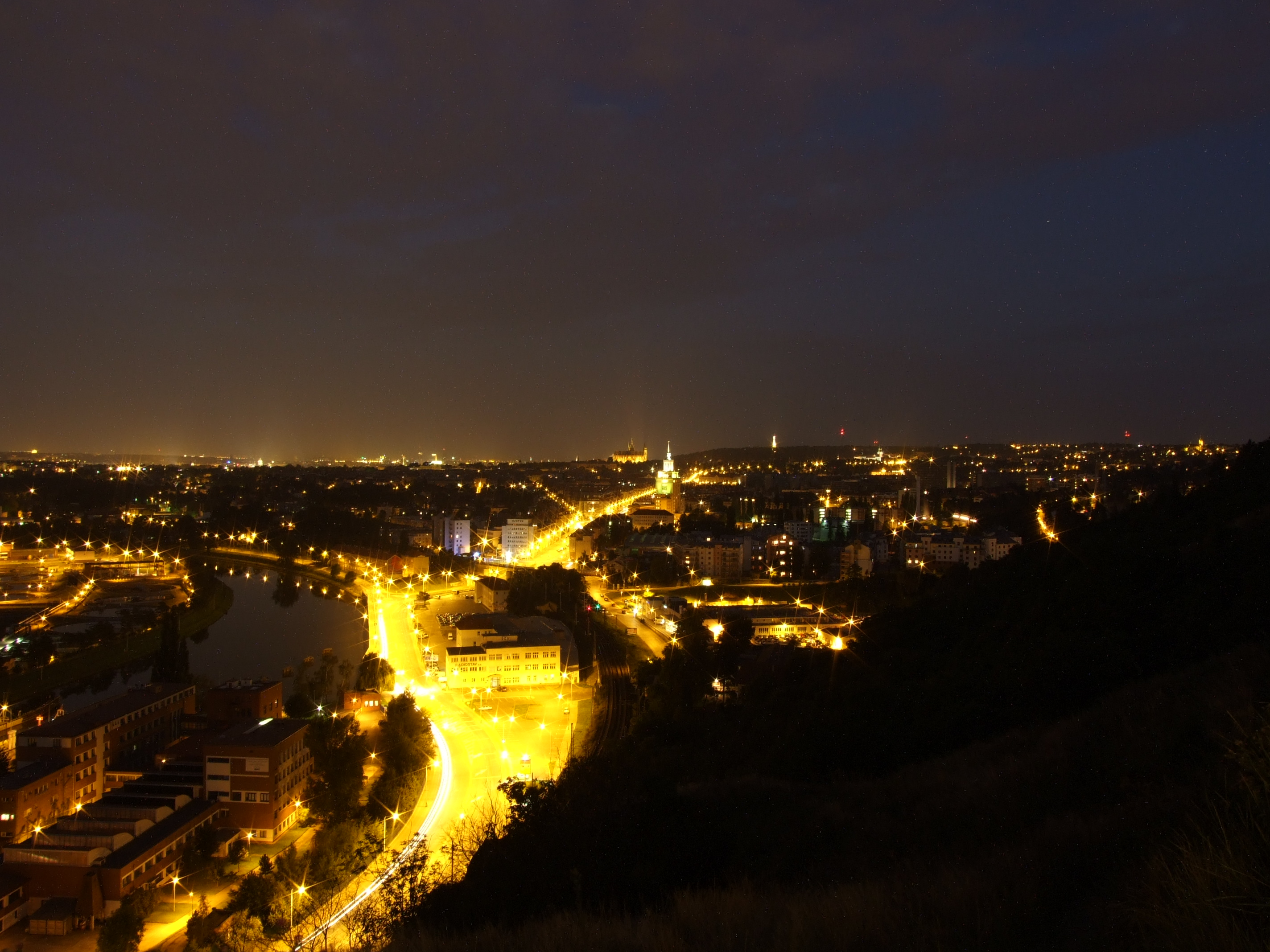
Osvětlení pražských ulic

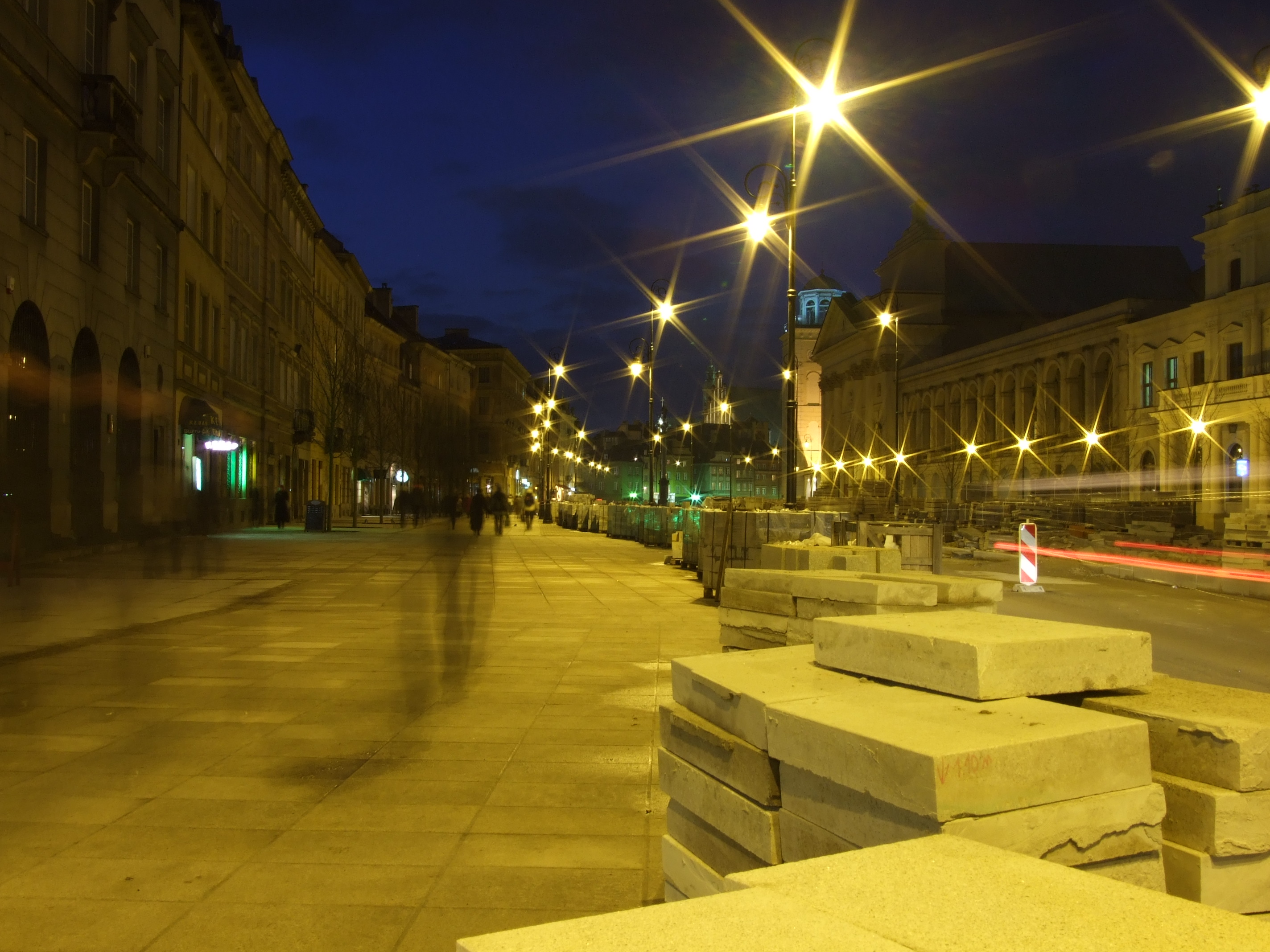
Osvětlená ulice v centru Varšavy

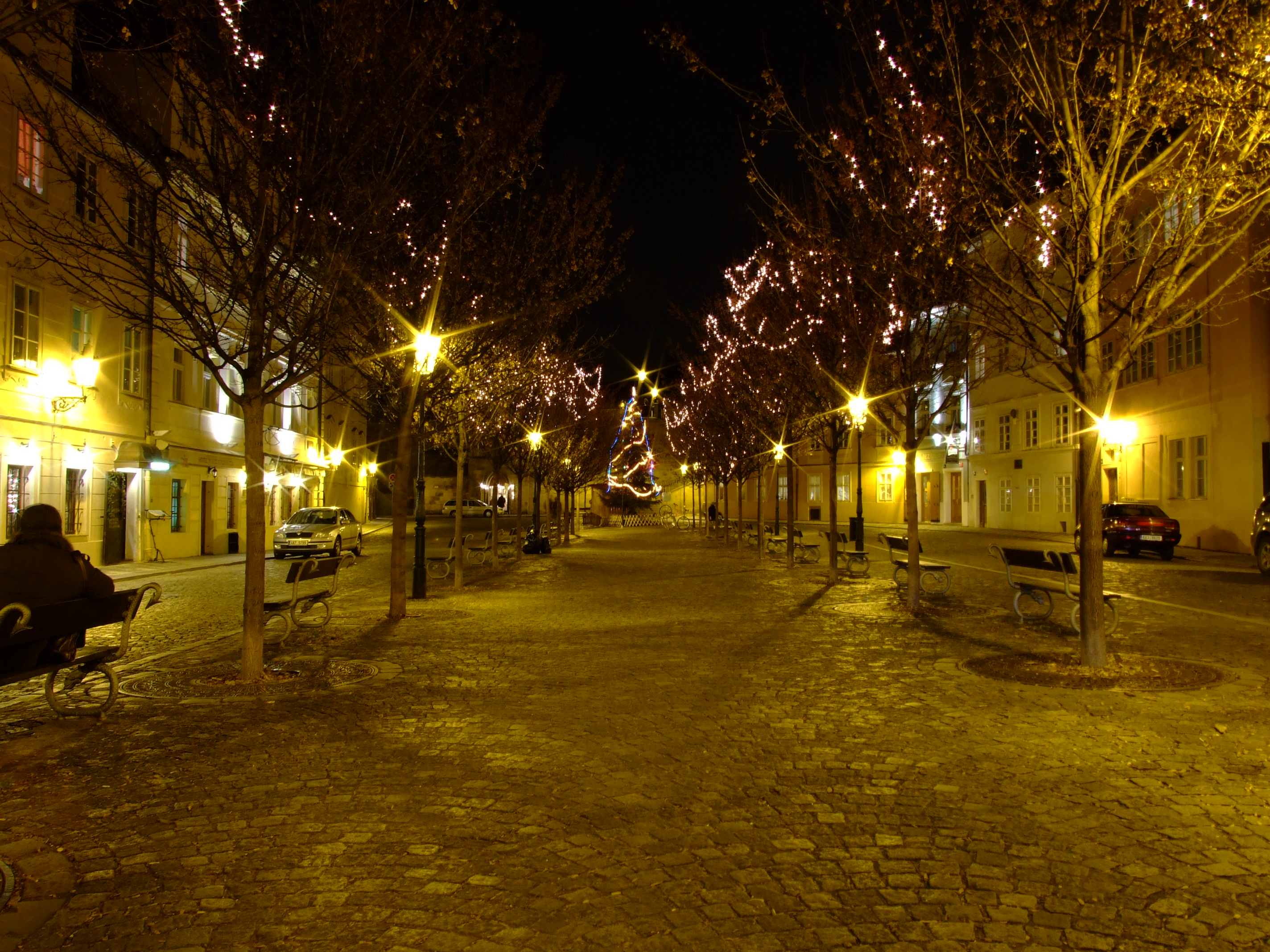
Osvětlení na pražské Kampě, doplnění vánočními ozdobami

Veřejné osvětlení (někdy označované zkratkou VO) je osvětlení ulic, silnic, chodníků nebo jiných veřejných prostranství. Veřejné osvětlení je veřejně prospěšnou službou. V Česku je zařízení veřejného osvětlení podle zákona o pozemních komunikacích příslušenstvím pozemních komunikací. Proto je nejčastěji vlastní obec (v případě místních komunikací nebo průjezdních úseků silnic) či jiný majitel komunikace. Mimo pozemní komunikace, například v uzavřených areálech (nemocnice, školy, závody), v budovách nebo na železničních stanicích, zřizuje osvětlení obvykle vlastník nebo provozovatel pozemku či objektu. Totéž se zpravidla týká i veřejně přístupných účelových komunikací, zejména pokud je nevlastní obec.
Osvětlovací soustava zahrnuje svítidla, podpěrné a nosné prvky, elektrický rozvod, rozvaděče a ovládací systém.

## Historie

### Pochodně, plynové a jiné plamenové lampy
Veřejné osvětlení měla již mnohá antická města. Po jejich vzoru převzala tento výdobytek i velká města islámského středověku a později též některá evropská města. Osvětlení zprvu zajišťovaly hořící pochodně, pravidelně rozžíhané ohně v železných klecích a na pánvích nebo olejové lampy, jejichž pozdější zdokonalenou podobou byly argandské lampy.
V době rozvoje moderních měst v 19. století bylo zaváděno plynové osvětlení, zpravidla na sloupech. Například v Brně byla postavena plynárna a zřízeno plynové veřejné osvětlení v roce 1846.
Plynové lampy se obvykle spouštěly (rozsvěcely) a zhášely zásahem lampáře s dlouhou tyčí, který večer i ráno obcházel město. Postava lampáře patří nejen ke staré Praze, ale je zobrazena i v Exupéryho knize Malý princ.
Ani v době, kdy již byly do ulic zaváděny obloukové lampy, se plynárenská lobby nevzdávala. V roce 1882 plynárna v Hannoveru při příležitosti sjezdu plynárenských a vodárenských odborníků instalovala nové Siemensovy regenerativní hořáky v Palmgarten. V jiné části města již bylo instalováno osm Křižíkových obloukovek. Podle soudobého tisku dopadlo srovnání pro obloukové lampy dobře.
Používaly se také lihové lampy, například v západočeském městě Plasy byla roku 1906 zahájena výstavba veřejného osvětlení lihovými lampami. Po roce 1920 bylo postupně nahrazováno elektrickým.
Ve 21. století se z důvodu posílení historické a romantické atmosféry obnovuje nebo udržuje plynové osvětlení v historických částech Londýna, Strassbourgu, Dublinu i Prahy. Renovované plynové lampy se již rozsvěcejí samočinně bez zásahu lampáře.

### Obloukové lampy
Poté, co Pavel Nikolajevič Jabločkov vynalezl a František Křižík zdokonalil obloukovou lampu, elektrické osvětlení rychle vytlačovalo plynové. Takzvaná Jabločkovova neboli ruská svíčka měla udělen patent roku 1876, v roce 1878 ji Jabločkov předvedl na Světové výstavě v Paříži. Křižík si svou první inovaci nechal patentovat roku 1878.
V Paříži byla založena zvláštní společnost Societé génerale d'Electricité, Procédes Jablochkoff k zužitkování vynálezu Jabločkova a elektrickým osvětlením osvětlila pařížskou avenue de l'Opera, zatímco rovnoběžná Rue du 4. Septembre byla pro srovnání osvětlena plynem. Vyhodnocení ekonomie provozu ukázalo, že elektrické osvětlení bylo asi 6× dražší než osvětlení plynové. Když chtěl Jabločkov získat obloukové lampy pro osvětlování v Rusku, musel celou společnost odkoupit zpět za jeden milion franků.
V roce 1882 dostal Křižík na Mezinárodní elektrotechnické výstavě v Paříži za obloukovou lampu zlatou medaili. Téhož roku osvětlil obloukovkami Hybernskou ulici v Praze.
V roce 1887 zakoupilo město Písek 24 kusů obloukovek a 61 žárovek, které byly napájeny z elektrárny v Podskalském mlýně. Dne 23. června 1887 bylo v Písku uvedeno do provozu první české veřejné elektrické osvětlení celoměstského významu.
Pro Zemskou jubilejní výstavu království českého v roce 1891 použil Křižík 226 obloukovek a více než 1400 žárovek. Do té doby už jeho závody vyrobily asi 29 000 žárovek a přes 1400 obloukovek. Ty byly také podle jeho patentů vyráběny v řadě zemí – mimo jiné v USA, v Anglii, Německu, Španělsku, Francii, Rusku i jinde.
V Turnově bylo zřízeno veřejné elektrické osvětlení roku 1905.

## Moderní veřejné osvětlení

### Rozmístění a použití
Veřejné osvětlení se obvykle používá k souvislému osvětlení všech ulic a průjezdních úseků silnic v obci, někdy jsou osvětleny i parky a podobná místa. Vodítko pro určení vzdálenosti svítidel a intenzity osvětlení poskytují technické normy.
Začátkem 21. století se z důvodu zvýšení bezpečnosti silničního provozu začínají umisťovat speciální výrazná přídavná světla odlišné barvy (např. bílé světlo) nad přechody pro chodce.
Architekturní osvětlení se užívá k osvětlení významných objektů: kostelů, hradů, historických budov a podobně.

### Světelné zdroje
V minulosti oblíbeným světelným zdrojem byla rtuťová výbojka, která se však již pro nové osvětlovací soustavy nepoužívá a pouze dožívá ve starších svítidlech. Oproti sodíkové výbojce má nižší světelnou účinnost (40–60 lm/W), nižší životnost, o málo lepší podání barev a typické modrozelené světlo.
Nejrozšířenějším světelným zdrojem pro veřejné osvětlení v ČR je vysokotlaká sodíková výbojka. Hlavním důvodem je její vysoká světelná účinnost (70-130lm/W), poměrně přijatelná cena, vysoká životnost (16000h) a malé rozměry, což usnadňuje konstrukci svítidla. Hlavní nevýhodou je pak typická žlutooranžová barva světla a špatné podání barev.
Dalším v současnosti používaným zdrojem je halogenidová výbojka, jejichž největší výhodou je kvalitní bílé světlo, které ospravedlňuje její nižší světelnou účinnost(80-90 lm/W), kratší životnost a vyšší cenu oproti sodíkovým výbojkám.
Ostatní světelné zdroje se v ČR vyskytují poměrně málo, jde hlavně o sodíkové nízkotlaké výbojky a kompaktní zářivky.
Velkou budoucnost potom mají LED, u nichž zatím většímu rozšíření brání jejich cena, která se však s technologickým vývojem postupně snižuje.

### Ovládání
Osvětlení se obvykle[zdroj⁠?!] rozsvěcí na podnět naprogramovaného světelného čidla. Příkon se při zapínání zvyšuje pozvolna a dílčí oblasti se z jednotlivých zapínacích bodů zapínají postupně, aby nedošlo k okamžitému přetížení elektrické sítě.
Dálkové sledování provozních stavů osvětlení (zpětná signalizace poruch ze zapínacích míst) nebo dálkové odečty stavu elektroměrů pomocí radiových modemů, pevných telefonních linek, systému GSM atd. se zatím[kdy?] v České republice využívá jen v nepatrném podílu soustav VO.[zdroj⁠?!]
Někdy jsou instalovány i regulátory příkonu a tím intenzity osvětlení (stmívače), ale kvůli úsporám jsou obvykle nastaveny na nižší hodnoty stále a nastavení není přizpůsobováno intenzitě dopravy.[zdroj⁠?!]

### Upevnění svítidel, stožáry

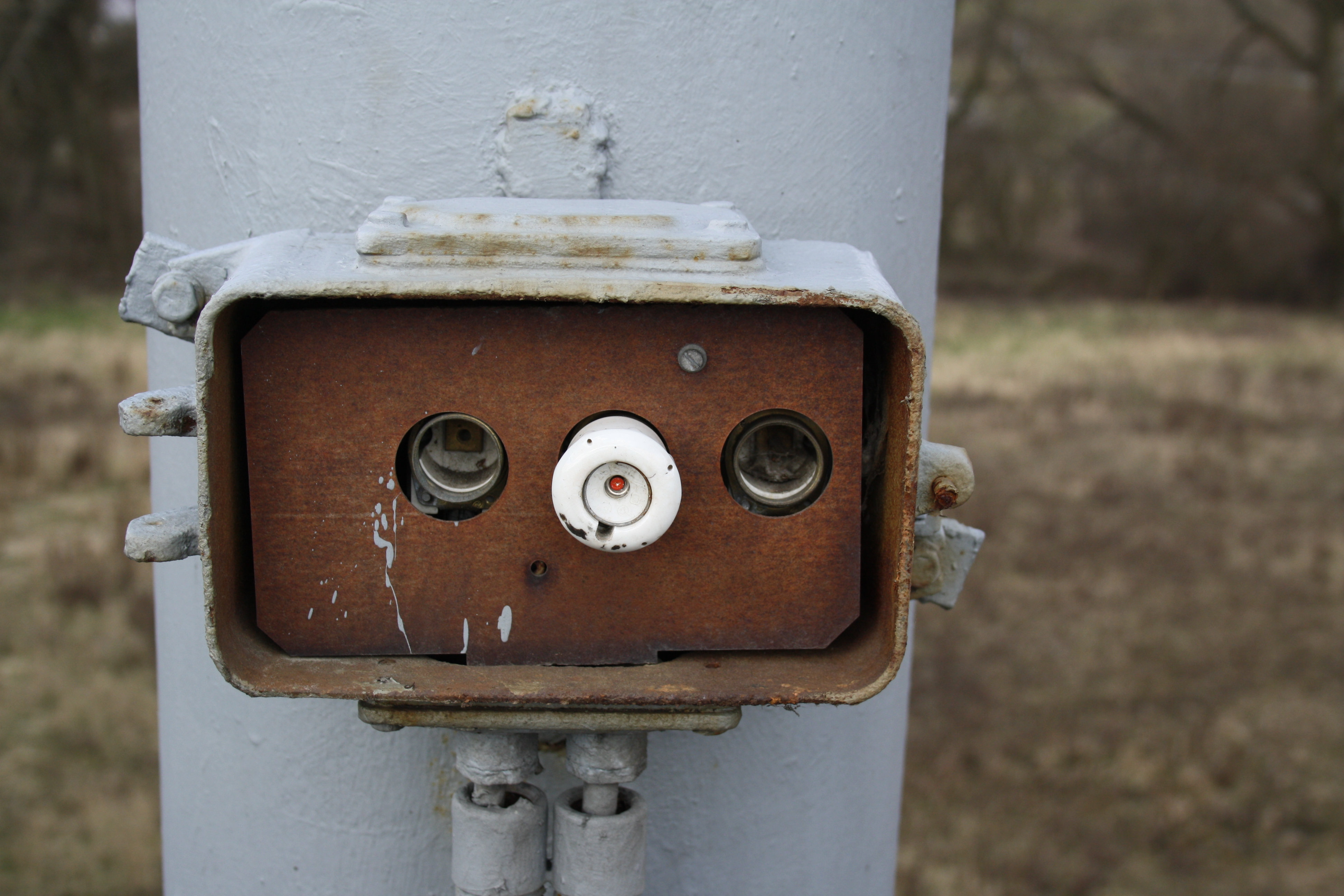
Pojistky lampy veřejného osvětlení.

Stožár je tvořen dříkem a obvykle mívá výložník nebo nástavec, některé sloupy jsou i dvojramenné nebo víceramenné. V dolní části mívá patici, v níž jsou umístěny elektrické rozvody a pojistky. Litinové kryty patic z druhé poloviny 20. století se, podobně jako mříže kanálových vpustí, stávaly oblíbeným artiklem zlodějů, kteří z nich vytvářeli druhotné suroviny. Proto byly patice koncem 20. století nahrazovány plastovými. Podle novějších bezpečnostních norem se již patice s elektrickými rozvody neumisťuje u země, ale obvykle bývají rozvody (přístup k elektrické výzbroji) umístěny v otevírací dutině stožáru v určité výšce nad zemí, například město Brno požaduje výšku dolního okraje otvoru 0,6–0,7 metru nad zemí. Dříky stožárů nemusí mít kruhový průřez, ale mohou být mnohoúhelníkové (hraněné stožáry).
Na stožáry veřejného osvětlení se často umisťují dopravní značky, reklamní panely a plakáty, držáky na prapory nebo jiná výzdoba, odpadkové koše, směrovky městského orientačního systému, označníky zastávek a jízdní řády veřejné dopravy, turistické směrovky a turistické značky. Svítidla se naopak často upevňují na sloupy trolejového vedení nebo rozvodné sítě nn.
Obvyklé je také upevňování svítidel na převěsy nad komunikací nebo upevňování výložníků na budovy. Elektrická výzbroj světelného místa pak bývá umístěna v připojovací skříni na přilehlé budově.

### Napájecí rozvody
Rozvaděč zapínacího místa je dálkově nebo místně ovládaný rozváděč s vlastním přívodem elektrické energie a samostatným měřením spotřeby. Napájení svítidel je obvykle řešeno pomocí kabelů zakopaných v zemi, pouze v menších obcích se používá k napájení svítidel umístěných na sloupech sítě nn holých vodičů nebo závěsných kabelů.
Prostřednictvím napájecí sítě veřejného osvětlení bývají někdy připojeny i světelné dopravní značky, osvětlení označníků zastávek, světelné výstražné majáčky na dopravních ostrůvcích, osvětlení zastávkových přístřešků, reklamní zařízení, prodejní automaty, veřejné hodiny a podobně.

## Situace v Česku

### Právní rámec
Před rokem 1990 příslušelo veřejné osvětlení do kompetence Ministerstva vnitra.
Dnes se k této problematice žádné ministerstvo nehlásí a jeho zřizování a provozování je dobrovolnou aktivitou obcí. Český Zákon o obcích povinnost zajistit veřejné osvětlení explicitně neobsahuje.
Zákon o pozemních komunikacích vymezuje veřejné osvětlení obecně jako příslušenství pozemní komunikace, a to konkrétně dálnice, silnice nebo místní komunikace, s výjimkou tzv. průjezdního úseku dálnice a silnice, tedy úseku, kde dálnice nebo sinice prochází zastaveným nebo zastavitelným územím obce, což by mělo být zřejmé z územněplánovací dokumentace. § 25 prováděcí vyhlášky k zákonu o pozemních komunikacích stanoví: „Dálnice a silnice se vždy osvětlují v zastavěném území obcí“. Tato povinnost náleží vlastníku komunikace (státu, kraji), který však v těchto úsecích nemusí být zároveň vlastníkem osvětlení, což může vést k názoru, že by obec (či jiný vlastník osvětlení) mohla od kraje (jako vlastníka komunikace) žádat náhradu nákladů. Je však na volbě a odpovědnosti vlastníka komunikace, jakým způsobem osvětlení komunikace zajistí – může to být též například zřízením vlastního osvětlení nebo odkoupením či pronájmem obecního osvětlení nebo dohodou o spolupráci s možnou úhradou nákladů.
Provozování veřejného osvětlení není povinností obce, protože žádný platný právní předpis obcím neukládá povinnost zavést a provozovat na jejich území veřejné osvětlení. Provozování veřejného osvětlení spadá do výkonu samostatné působnosti obce podle § 35 zákona o obcích. Některé obce v rámci úspory energie provozují osvětlení jen ve večerních a ranních hodinách a na část noci ho vypínají, v některých obcích nebo částech obce není vůbec zřízeno. Zákon neumožňuje uložit veřejnosti (občanům, průchozím) za zřízení či konzumaci této služby žádný poplatek.
Hypotetická povinnost obcí zřídit veřejné osvětlení, popřípadě již zřízené osvětlení provozovat, bývá pouze nepřímo a nepřesvědčivě odvozována například ze zásady, že vlastnictví zavazuje (povinnost ze stavebního zákona přikazující o stavbu řádně pečovat), z obecné prevenční povinnosti podle občanského zákoníku (podle níž je každý povinen si počínat tak, aby nevznikaly škody na životě, zdraví osob, majetku a životním prostředí), ze zákonné objektivní odpovědnosti obce za škodu vzniklou následkem závady ve schůdnosti průjezdního úseku silnice, která spočívá v jejích nepředvídatelných změnách (§ 26 odst. 6 a 7 zákona o pozemních komunikacích). Obdobně i v případě účelových komunikacích lze povinnosti vlastníka odvozovat pouze z obecné odpovědnosti, popřípadě z kolaudačních podmínek a povinnosti udržovat stavby a zařízení po celou dobu jejich existence v řádném stavu atd.

### Historie
Do roku 1989 se o veřejné osvětlení v Československu staraly většinou městské nebo okresní rozpočtové nebo příspěvkové Technické služby. Podle průzkumu provedeného pracovištěm Výzkumu veřejného osvětlení podniku Tesla Holešovice v letech 1986 a 1987 byla většina osvětlovacích soustav vybudovaných před rokem 1990 asi 2,5násobně předimenzovaná. To bylo ovšem kompenzováno tím, že údržba mnohde velmi zaostávala, takže značný podíl vybudovaných lamp vůbec nesvítil, v některých odlehlejších oblastech, parcích a podobně jich byla nefunkční třeba i převážná většina. Mimoto v letech 1976 a 1981 byl centrálními úřady omezen příděl elektrické energie na veřejné osvětlení o 50 %, limity byly usnesením vlády stanoveny na léta 1984 až 1990. Monopolním výrobcem svítidel byl Elektrosvit Nové Zámky a monopolním výrobcem světelných zdrojů Tesla Holešovice.
V současné době má většina obcí své veřejné osvětlení, ve městech většinou souvislé. Silnice a dálnice mimo zastavěnou část obce se v České republice obvykle neosvěcují.

### Technické provedení
Sloupy, výložníky či převěsy veřejného osvětlení jsou tradičními prvky městského mobiliáře, ale sloupy jsou také překážkami zužujícími chodníky. Často slouží též jako nosiče dopravního, turistického či jiného informačního značení, reklam, uliční výzdoby atd. Přestože se přes několik pokusů nepodařilo přijmout legislativní ochranu proti světelnému znečištění, podařilo se v převážné většině obcí[zdroj⁠?!] prosadit svítidla, která míří především dolů. Kulová svítidla, mající budit slavnostní, zdobný dojem, jsou od 80. let 20. století umístěna například v centru Prahy (Na příkopě, Národní, Smetanovo nábřeží apod.). Ornamentální zdobnost litinových sloupů byla typická pro období před první světovou válkou, ve 20. století převážily prosté užitkové konstrukce.

### Spotřeba a ceny za elektrickou energii
Veřejné osvětlení v letech 1989–2000 představovalo 1,16–1,49 % celkové spotřeby elektrické energie ve státě.[kde?] Celková roční cena za elektrickou energii odebranou pro VO se během tohoto desetiletí zvýšila z 230 miliónů Kč na více než 1 miliardu Kč v roce 1999, roční množství odebrané energie kolísalo mezi 544 a 661 GWh.[zdroj⁠?!]
Cena elektrické energie pro VO v letech 1989–1990 činila 0,40 Kč/kWh, 1991–1992 1,26 Kč/kWh, 1993–1997 1,32 Kč/kWh, 1998–1999 1,53 Kč/kWh, 2000 1,64 Kč/kWh.[zdroj⁠?!]
Od 1. července 2001 byla pro spotřebu ve VO zavedena dvousložková sazba C 62:[zdroj⁠?!]
- 1,38 Kč/kWh
- měsíční plat za příkon podle jmenovité proudové hodnoty hlavního jističe před elektroměrem, od 80 Kč/A pro jistič 3×10 A do 8 Kč/A při hodnotě nad 3×160×A)

### Správa a evidence
Mnoho měst a obcí si zajišťuje správu veřejného osvětlení prostřednictvím městských organizací technických služeb nebo místních dodavatelů. Z dodavatelů s celostátní působností je významná zejména skupina Eltodo.
Ve větších městech již mívají správci k dispozici pasport v elektronické podobě s tabulkovými i grafickými mapovými výstupy.
Někteří vlastníci či správci veřejného osvětlení poskytli integrovanému záchrannému systému k dispozici databázi sloupů veřejného osvětlení (resp. světelných míst) s jejich identifikačními kódy, které tak mohou posloužit ke geografické identifikaci místa zejména tam, kde se v blízkosti nenacházejí číslované budovy. Skupina Eltodo používá v rámci obcí, kde spravuje osvětlení, plechové štítky s vyraženým unikátním kódem, který v Praze tvoří šesticiferné číslo, v jiných obcích zpravidla šestice znaků, kde první dvě písmena vycházejí z názvu obce a dalších pět znaků je pořadové číslo.

### Anketa Strategy One
5. ledna 2015 rozeslala pražská společnost Strategy One a.s. všem obcím v České republice s počtem nad 2000 obyvatel žádost o informaci podle zákona o svobodném přístupu k informacím, kterou tvořil dotazník zahrnující otázky na rozsah světelného osvětlení (počet světelných bodů, procentuální pokrytí zastavěného území a počet chybějících světelných bodů), průměrné stáří sloupů i svítidel, počty a druhy světelných zdrojů, doba uplynulá od poslední generální opravy, použití inteligentních regulačních systémů, investiční plány pro nejbližších 5 let, podíl pasportizace veřejného osvětlení, instalovaný příkon, roční spotřebu a roční náklady na energii, roční dobu provozu v hodinách, způsob zajištění správy VO a náklady na správu, totéž pro údržbu, a výše ročních investic do VO. Na základě zákonné povinnosti mnoho požádaných obcí poskytnutou informaci zároveň zveřejnilo na internetu, čímž došlo k nebývalému celoplošnému a systematickému zveřejnění informací o veřejném osvětlení v Česku.
Dotyčnou společnost Strategy One a.s. si založil v roce 2014 Tomáš Chalupa, bývalý novinář, starosta Prahy 6, poslanec a ministr životního prostředí za ODS, napůl s advokátem Jiřím Linkem, bývalým Chalupovým ministerským poradcem, v jehož advokátní kanceláři firma sídlí, jako konzultační firmu poskytující výhradně privátním klientům své služby v oblasti například energetické politiky, úspor energie, nových technologií nebo politik životního prostředí Česka i EU či podpory českých investic v zahraničí. Statutárním ředitelem Strategy One je Alois Novák, který dříve působil ve vedení firmy SNEO, která spravovala majetek městské části Praha 6 za Chalupova starostování.

### Souhrnné údaje
Podle odhadu Společnosti pro rozvoj veřejného osvětlení z roku 2016 vlastní města a obce v Česku 1,4 milionu svítidel veřejného osvětlení a hodnota celého systému osvětlení v zemi se odhaduje na 70 miliard korun. Systém podle něj ročně potřebuje investice jednu a tři čtvrtě miliardy, ve skutečnosti jsou roční investice jen v hodnotě 600 milionů.

### Brno
Od roku 1743 Brno vyjednávalo s Prahou a Vídní o osvětlení brněnských ulic a náměstí. 1. listopadu 1781 bylo v Brně zřízeno 277 lojových svítidel.
V roce 1841 byly nahrazeny olejovými.
V roce 1843 byla založena Společnost pro osvětlování plynem, plynové lampy začaly svítit 1. ledna 1849. Brněnská předměstí dostala plynové osvětlení v roce 1860, předtím se v nich svítilo olejovými lampami nebo byly bez osvětlení. 30. prosince 1896 město plynárnu i veřejné osvětlení převzalo. Při převzetí veřejného osvětlení bylo na ulicích 1870 plynových svítilen a 13 petrolejových. Od roku 1897 se začaly používat Auerovy hořáky, které zvýšily svítivost a snížily spotřebu.
Od roku 1899 byly dvě obloukové lampy před městským divadlem, v roce 1901 bylo na Velkém náměstí postaveno šest elektrických svítilen, v roce 1902 další dvě na Nádražním náměstí. V Brně bylo v roce 1902 na veřejných místech 12 obloukovek, 2148 plynových a 44 petrolejových svítilen. V následujících letech elektrických a plynových svítilen přibývalo.
Za první světové války poklesla výroba plynu, takže dvě třetiny svítilen tak byly vyřazeny z provozu. Nouzové elektrické osvětlení bylo provedeno pouze tam, kde je bylo možno připojit na soukromou přípojku, město energii připojiteli hradilo. V roce 1921 bylo nouzové elektrické osvětlení opět zrušeno a nahrazeno plynovými svítidly. V letech 1921–1930 bylo v Brně včetně částí připojených roku 1919 vybudováno řádné elektrické osvětlení.
Správu veřejného i slavnostního osvětlení v Brně nyní zajišťují Technické sítě Brno, a. s. 31. prosince 2004 provozovaly 37 218 světelných míst, z toho 35 112 vlastních a 2106 obstaravatelsky. Roční provozní doba je 4100 hodin, roční spotřeba cca 15GWh a průměrný příkon 94 W na světelné místo. V rámci osmiletého plánu obnovy je investováno 50–60 milionů korun ročně.
TS Brno provozují také 500 světelných míst slavnostního osvětlení, které má například kostel sv. Petra a Pavla, kostel sv. Tomáše, kostel sv. Jakuba, Červený kostel, Husovický kostel, bazilika Nanebevzetí panny Marie na Mendlově náměstí, kostel na Kapucínském náměstí a hrad Špilberk.
Město Brno má pro veřejné osvětlení stanoveny městské standardy.

### ČEZ
Podle článku z roku 2016 se o rekonstrukce i provozování systémů veřejného osvětlení zajímají energetické společnosti. Společnost ČEZ nabízí i možnost, že systém osvětlení v obci odkoupí a bude ho provozovat, takto modernizovala osvětlení na 80 místech a spravuje nebo vlastní 18 tisíc svítidel, převážně v obcích a menších městech. Podle mluvčího ČEZu lze modernizací osvětlení dosáhnout úspor až 60 %. Článek z roku 2012 uváděl, že ČEZ na poli veřejného osvětlení působí již 11 let a veřejné osvětlení ve správě ČEZ je ve více než 180 městech a obcích ČR, v roce 2011 se počet světelných bodů rozrostl na 18 723 a skupina ČEZ se tak stala jedním z největších poskytovatelů těchto služeb v ČR. Podle mapy referencí tuto činnost soustřeďuje zejména do Plzeňského kraje, několik míst je v Karlovarském a Středočeském kraji, po jednom místě v Ústeckém, Libereckém, Hradeckém a Vysočině, více míst v Olomouckém a Moravskoslezském kraji. Jako nejvýznamnější reference z oblasti provozování veřejné osvětlení uvádí město Fulnek (od roku 2013, 940 světelných bodů a 20 zapínacích míst) a obec Bolatice (2013, 554 světelných bodů) v Moravskoslezském kraji. V Moravskoslezském kraji dále provozovala podle článku z roku 2012 osvětlení v obcích Jindřichov, Markvartovice, Dobratice, Kozmice, Mokré Lazce a Sedlnice, v Olomouckém kraji v obcích Mohelnice, Velká Bystřice, Potštát, Dřevohostice, Opatovice, Prosenicích, Soběchlebech, či Rakov. Činnost má rozdělenu do třech regionů: Západ, Střed a Východ.

### Další správci veřejného osvětlení
Ve většině ostatních měst spravují osvětlení městské příspěvkové organizace nebo městské obchodní společnosti.

#### Krajská města (řazena dle počtu obyvatel)
- Praha: do roku 2016 Eltodo Citelum, poté Trade Centre Praha a.s. a Technologie hlavního města Prahy a.s., viz Veřejné osvětlení v Praze
- Brno: Technické sítě Brno, a. s. (viz samostatná kapitola výše)
- Ostrava: Ostravské komunikace a. s.[10]
- Plzeň: Správa veřejného statku města Plzně, přísp. org. (18 700 svítidel, 12 300 sloupů atd., 4000 hodin ročně, ovládání převážně po kabelech z centrálních fotobuněk, pětina města má dálkovou kontrolu zapínacích bodů, do konce roku 2010 všude; smluvním provozovatelem Osvětlení s.r.o.)[11]
- Liberec: skupina Eltodo
- Olomouc: Technické služby města Olomouce a. s.[12] Pasportizace byla dokončena teprve v roce 2016, na rok 2017 bylo plánováno identifikační označení sloupů, které dosud chybí.[13]
- České Budějovice: Eltodo-Citelum a.s. do roku 2014. Od 1. ledna 2015 Dopravní podnik města České Budějovice, a.s.[14] Ten na svém webu jako jednu z možností hlášení závad uvádí odkaz na formulář Společnosti Siemens Slovensko[15][16]
- Ústí nad Labem: skupina Eltodo
- Hradec Králové: Technické služby Hradec Králové[17]
- Pardubice: Služby města Pardubic a. s. (od roku 2001 údržba, od roku 2002 i vlastníkem, téměř 10 000 světel)[18]
- Zlín: Technické služby Zlín s.r.o.[19]
- Jihlava: Služby města Jihlavy s.r.o.[20]
- Karlovy Vary: město se teprve koncem roku 2016 rozhodlo, že zmapuje síť veřejného osvětlení a lampy označí.[21][22] Ve městě v té doby bylo asi 7000 lamp, avšak lampy nebyly evidovány[21][22] a dokonce ani neexistovala dokumentace k rozvodům.[22] Podle Českého rozhlasu byla správa svěřena dvěma firmám a město plánovalo svěřit správu pouze jedné,[21] podle Karlovarského deníku však dosud osvětlení spravovala pouze firma Tima.[22] Nové výběrové řízení má vybrat jednoho správce pro celé území města na 5 let.[22] Údržba stojí město asi 9 milionů Kč ročně, elektřina pro osvětlení asi 9,5 milionu a investice do nových svítidel jsou asi 3 miliony ročně, zejména pro zřizování osvětlení v nových ulicích či čtvrtích, celkem tedy 21,5 milionu Kč ročně.[21][22] V Karlových Varech se nyní používá několik typů osvětlení od výbojek až po LED osvětlení.[21] Podle článku z roku 2010 se lázeňské centrum města stalo nechtěným skanzenem veřejného osvětlení, jehož je tady asi deset různých druhů stožárů. Město je slíbilo v příštích letech sjednotit. U divadla jsou k vidění socialistické výložníky, na Mlýnské kolonádě „bendyhokejky“, na Zámeckém vrchu a u Vřídla historizující litinové lucerny a na ně navazuje celá řada luceren secesních. Mezi secesní dům Zawojski a barokní chrám kdosi umístil stožáry s jakýmisi bílými trychtýři. Při rekonstrukci pěší zóny mezi Mlýnskou kolonádu a Grandhotelem Pupp se umisťovaly osvětlovací stožáry ve tvaru černých šibenic a u řeky zase jakýchsi pohublých gilotin.[23]

#### Okresní města
- Kladno: AVE (AVE CZ odpadové hospodářství, s. r. o.)[24]
- Most (město): Technické služby města Mostu a.s., smlouva do 31. 12. 2021, 7170 světelných bodů, 6500 sodíkových výbojek a 500 metal-halogenidových, 75% pokrytí, [25]
- Opava: Technické služby Opava a.s., 6750 světelných zdrojů na 6019 světelných místech, 196 světelných těles Zebra na 122 nasvětlených přechodech pro chodce, 38 slavnostních nasvětlení budov a stromů čítající 201 světelných těles.[26]
- Frýdek-Místek: Technické služby a. s. Frýdek-Místek [27]
- Karviná: Technické služby Karviná a. s.[28]
- Děčín: Technické služby Děčín a. s.[29]
- Jablonec nad Nisou: Technické služby Jablonec nad Nisou s. r. o.[30]
- Přerov: Technické služby města Přerova[31]
- Třinec: Nehlsen Třinec s. r. o. (3802 světelných bodů, 271 km vedení)[32]
- Kolín: Technické služby města Kolína, s. r. o. (3500 světelných bodů)[33]
- Trutnov a více než 20 obcí v okolí, například Janské Lázně, Pec pod Sněžkou atd.: Štěpánský & Fišer[34]
- Kroměříž: Kroměřížské technické služby, s.r.o. (4125 světelných bodů)[35]
- Uherské Hradiště: HRATES a. s. Uherské Hradiště[36][37]
- Klatovy: Technické služby města Klatov[38]
- Blansko: Služby Blansko s. r. o. [39]
- Kutná Hora: TS Kutná Hora spol. s r. o.[40]
- Svitavy: Technické služby města Svitav[41] (1504 světelných míst s 1623 světelnými zdroji, údržba dodavatelsky firmou Jaroslav Macek)
- Jeseník: Technické služby Jeseník a. s.[42]

#### Další města
- Havířov: Technické služby města Havířov a.s.[43]
- Jirkov: Podnik služeb Jirkov s. r. o.[44]
- Rychvald: Služby města Rychvald, spol. s r. o.[45]
- Dačice: Technické služby Dačice s. r. o. (824 světelných bodů, z toho 671 v provozu)[46]
- Sedlčany: Sedlčanské technické služby s. r. o.[47]
- Luhačovice: Technické služby Luhačovice příspěvková organizace[48]
- Postoloprty: Technické služby spol. s r. o. Postoloprty (600 světelných míst)[49]

## Světelné znečištění
V poslední době je věnována pozornost světelnému znečištění. Dle Nařízení Komise (ES) č. 245/2009 se světelným znečištěním "rozumí souhrn všech nepříznivých dopadů umělého světla na životní prostředí, včetně vlivu rušivého světla"
Hlavním uváděným důvodem ochrany bývá umožnit astronomická pozorování, noční osvětlení odrážející se od oblačnosti také narušuje denní režim a orientaci některých druhů živočichů. Podle RNDr. Jana Hollana ze Sekce pro temné nebe České astronomické společnosti „světelné znečištění ohrožuje bezpečnost řidičů a chodců, ruší spánek obyvatel, okrádá všechny (zvláště děti) o krásu nočního nebe, zabíjí hmyz a ptáky, decimuje živočichy aktivní v noci. Současně je projevem největšího plýtvání elektřinou, se kterým se lze běžně setkat“ Ovlivňuje například noční život hmyzu. Především LED osvětlení škodí hmyzu.
Nařízení Komise (ES) č. 245/2009 stanovuje v Tabulce 25 "orientační hodnoty maximálního podílu světelného toku, který je vyzařován nad vodorovnou rovinu (ULOR), u jednotlivých silničních tříd svítidel určených pro veřejné osvětlení" s tím, že "v oblastech, kde hrozí světelné znečištění, není maximální podíl světla dosahujícího nad horizont u všech silničních tříd a světelných výkonů vyšší než 1 %".
Některé oblasti s nízkým světelným znečištěním, oblasti tmavé oblohy, jsou před ním chráněny jako tzv. rezervace tmy. V Česku byla roku 2009 vyhlášena přeshraniční Jizerská oblast tmavé oblohy (osada Jizerka proto nemá veřejné osvětlení), v roce 2013 přeshraniční Beskydská oblast tmavé oblohy a v roce 2014 Manětínská oblast tmavé oblohy.

### Technické normy
- ČSN 36 0400 Veřejné osvětlení (účinnost od 01. října 1985, zrušena k 1. dubnu 2007)[55]
- ČSN 36 0410 Osvětlení místních komunikací (účinnost od 01. října 1985, zrušena k 1. dubnu 2007)[56]
- ČSN 36 0411 Osvětlení silnic a dálnic (účinnost od 1. října 1985, zrušena k 1. dubnu 2007)[57]
- ČSN CEN/TR 13201-1 (360455) Osvětlení pozemních komunikací - Část 1: Návod pro výběr tříd osvětlení (účinnost od 1. 10. 2016)
- ČSN EN 13201-2 (360455) Osvětlení pozemních komunikací - Část 2: Požadavky (účinnost od 1. 7. 2016)
- ČSN EN 13201-3 (360455) Osvětlení pozemních komunikací - Část 3: Výpočet (účinnost od 1. 7. 2016)
- ČSN EN 13201-4 (360455) Osvětlení pozemních komunikací - Část 4: Metody měření (účinnost od 1. 7. 2016)
- ČSN EN 13201-5 (360455) Osvětlení pozemních komunikací - Část 5: Ukazatelé energetické náročnosti (účinnost od 1. 7. 2016)
- ČSN 33 2000-7-714 (332000) Elektrotechnické předpisy – Elektrická zařízení. Část 7: Zařízení jednoúčelová a ve zvláštních objektech, oddíl 714: Zařízení pro venkovní osvětlení.
- ČSN 33 2000-7-714 (332000) Elektrické instalace nízkého napětí - Část 7-714: Zařízení jednoúčelová a ve zvláštních objektech - Venkovní světelné instalace (účinnost od 1. 1. 2013)
- ČSN EN 60598-2-3 ed. 2 (360600) Svítidla - Část 2-3: Zvláštní požadavky - Svítidla pro osvětlení pozemních komunikací (účinnost od 1. 10. 2003)
- TP 98 (technické podmínky) Technologické vybavení tunelů pozemních komunikací, Ministerstvo dopravy a spojů ČR, 1997 (odkazované v kapitole 11 ČSN 73 7507 Projektování tunelů pozemních komunikací.
- ČSN EN 16276 (360452) Nouzové osvětlení v tunelech pozemních komunikací (účinnost od 1. 10. 2013)
- ČSN 36 0061 Osvětlování železničního prostranství (zrušena k 1. srpnu 2008, nahrazena ČSN EN 12464-2 (360450) Světlo a osvětlení - Osvětlení pracovních prostorů - Část 2: Venkovní pracovní prostory)
- ČSN 36 0051 Osvětlování povrchových dolů pro těžbu nerostných surovin (zrušena k 1. srpnu 2008, nahrazena ČSN EN 12464-2 (360450) Světlo a osvětlení - Osvětlení pracovních prostorů - Část 2: Venkovní pracovní prostory)
- TKP 15 Technické kvalitativní podmínky staveb pozemních komunikací : Kapitola 15 Osvětlení pozemních komunikací[58]

### Mezinárodní doporučení
Směrnice a doporučení Mezinárodní komise pro osvětlování (CIE).
- CIE 88-1990 Guide for the lighting of road tunnels and underpasses (Průvodce osvětlením tunelů a podjezdů)
- CIE číslo 115–1995 Recommendations for the lighting of roads for motor and pedestrian traffic (Doporučení pro osvětlování komunikací pro motorovou a pěší dopravu)
- CIE TC 5-12: Obtrusive light. Guide on the limitation of the effects of obtrusive light from outdoor lighting installations (Návod k omezení vlivů rušivého světla vyvolaného venkovním osvětlením), třetí návrh publikace, srpen 1995,
- CIE 126–1997, Guidelines for minimizing sky glow (Směrnice pro minimalizaci záře oblohy), 1997
- CIE 136–2000 Guide to the lighting of urban areas (Průvodce osvětlováním obytných zón)
- CIE 140–2000 Road lighting calculations (Výpočty osvětlení silničních komunikací)
- Guidance notes for the reduction of light pollution (Návod k omezování světelného znečištění), the Institution of lighting engineers (ILE, britská Světelnětechnická společnost). Rugby, 1994.
- Road lighting and the environment (Silniční osvětlení a životní prostředí). Londýn, Ministerstvo dopravy, 1993.